# Jean Baptiste Clément

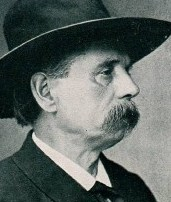
Jean Baptiste Clément

Jean Baptiste Clément (Boulogne-sur-Seine, Seine, 30 de mayo de 1836 - 23 de febrero de 1903)  fue un músico, cantante, compositor y defensor de la Comuna de París.
La mayor parte de su repertorio está perdido, a excepción de algunas canciones, en particular las célebres "Le Temps des cerises" (El Tiempo de las cerezas) y "La semaine sanglante" (La semana sangrante). En un registro diferente también se ha conservado la canción infantil "La Capucine".